# Czechoslovakian International 1975
Die Czechoslovakian International 1975 im Badminton fanden vom 31. Oktober bis zum 2. November 1975 in Prag statt.

## Sieger und Platzierte
| Disziplin    | Gold                              | Silber                                | Bronze                                 |
| ------------ | --------------------------------- | ------------------------------------- | -------------------------------------- |
| Herreneinzel | Edgar Michalowski                 | Erfried Michalowsky                   | Reinhold Pum                           |
| Herreneinzel | Edgar Michalowski                 | Erfried Michalowsky                   | Miroslav Kokojan                       |
| Dameneinzel  | Monika Cassens                    | Alena Poboráková                      | Christine Zierath                      |
| Dameneinzel  | Monika Cassens                    | Alena Poboráková                      | Christel Sommer                        |
| Herrendoppel | Gerd Kattau Joachim Schulz        | Erfried Michalowsky Edgar Michalowski | Siegfried Betz Franz Beinvogl          |
| Herrendoppel | Gerd Kattau Joachim Schulz        | Erfried Michalowsky Edgar Michalowski | Jani Čaleta Gregor Berden              |
| Damendoppel  | Monika Cassens Angela Michalowski | Christel Sommer Christine Zierath     | Alena Poboráková Taťána Pravdová       |
| Damendoppel  | Monika Cassens Angela Michalowski | Christel Sommer Christine Zierath     | Tonny Pannemans Anke Betz              |
| Mixed        | Edgar Michalowski Monika Cassens  | Ladislav Šrámek Alena Poboráková      | Siegfried Betz Tonny Pannemans         |
| Mixed        | Edgar Michalowski Monika Cassens  | Ladislav Šrámek Alena Poboráková      | Erfried Michalowsky Angela Michalowski |

## Finalresultate
| Disziplin    | Sieger                            | Finalist                              | Ergebnis         |
| ------------ | --------------------------------- | ------------------------------------- | ---------------- |
| Herreneinzel | Edgar Michalowski                 | Erfried Michalowsky                   | 15–10, 15–6      |
| Dameneinzel  | Monika Cassens                    | Alena Poboráková                      | 11–2, 11–2       |
| Herrendoppel | Gerd Kattau Joachim Schulz        | Erfried Michalowsky Edgar Michalowski | 15–11, 15–7      |
| Damendoppel  | Monika Cassens Angela Michalowski | Christel Sommer Christine Zierath     | 15–6, 15–4       |
| Mixed        | Edgar Michalowski Monika Cassens  | Ladislav Šrámek Alena Poboráková      | 15–0, 9–15, 15–0 |